# Anja von Rekowski
Anja von Rekowski, nach Heirat Anja Scheffer, (geboren am 13. Dezember 1975 in Celle) ist eine ehemalige deutsche Judoka, die 1997 Vizeweltmeisterin im Mittelgewicht war.

## Karriere
Die 1,72 m große Anja von Rekowski startete von 1994 bis 1997 im Mittelgewicht, der Gewichtsklasse bis 66 Kilogramm. 1996 belegte sie hinter der Französin Isabelle Beauruelle den zweiten Platz beim Tournoi de Paris. Bei den Europameisterschaften 1996 in Den Haag gewann sie eine Bronzemedaille. In ihrem ersten Kampf bei den Olympischen Spielen 1996 in Atlanta besiegte sie die Italienerin Emanuela Pierantozzi durch Ippon nach 2:41 Minuten. In ihrem zweiten Kampf unterlag sie der Britin Rowena Sweatman mit einer Koka-Wertung. 1997 gewann sie ihren einzigen Deutschen Meistertitel. Bei den Weltmeisterschaften 1997 in Paris besiegte sie die Tschechin Radka Štusáková, die Chinesin Wang Xianbo, die Französin Isabelle Beauruelle und im Halbfinale die Spanierin Úrsula Martín. Im Finale unterlag sie der Britin Kate Howey.
Nach der Neuordnung der Gewichtsklassen startete Anja von Rekowski ab 1998 im Halbmittelgewicht, der Gewichtsklasse bis 63 Kilogramm. 1999 siegte sie beim Weltcup-Turnier in München. Bei den Europameisterschaften 1999 in Bratislava unterlag sie im Viertelfinale der Italienerin Jenny Gal. Mit drei Siegen in der Hoffnungsrunde erkämpfte sie eine Bronzemedaille. Im Jahr darauf war sie Siebte bei den Europameisterschaften in Breslau. Bei den Olympischen Spielen 2000 in Sydney besiegte Anja von Rekowski die Tunesierin Saida Dhahri und die Britin Karen Roberts. Im Halbfinale verlor sie gegen die spätere Olympiasiegerin Séverine Vandenhende aus Frankreich, im Kampf um eine Bronzemedaille unterlag sie der Belgierin Gella Vandecaveye.
Anja von Rekowski startete für den PSV Braunschweig und den JT Hannover. Sie machte 1995 am Celler Hermann-Billung-Gymnasium das Abitur. Danach studierte sie an der Medizinischen Hochschule Hannover, promovierte 2003 und ist in Braunschweig als Hausärztin tätig. Anja Scheffer ist verheiratet und Mutter von vier Kindern.